# Daihatsu Hijet
A Daihatsu Hijet a motor felett elhelyezett vezetőfülkével rendelkező teherautó (cabover), amelyet a Daihatsu japán autógyártó cég állít elő és forgalmaz 1960 óta. Furgonok terén a Toyotával való hasonló névadási rendszer ellenére, a „Hijet” nevet a Daihatsu már az 1960-as évektől kezdve használta, több mint 2 évtizeddel azelőtt, hogy a Toyota átvette volna az irányítást (Hiace és Hilux). Ha a „Hijet” szót átbetűzzük japánul, akkor hasonló eredményt kapunk a „Midget” szóhoz, amely szintén a Daihatsu egy másik mini furgonja. A Hijet Japánban a Honda Actyval, a Subaru Sambarral, a Mitsubishi Minicabbel, a Suzuki Carryvel és a Nissan Clipperrel verseng leginkább.

## Története
Az első Hijet egy 360 köbcentiméteres, kétütemű motort kapott az akkori kei autókra vonatkozó törvényeknek megfelelően. A Hijet fejlődése hosszan lekövette a kei autókkal kapcsolatban hozott japán szabályozásokat: így például 1976-ban 550 köbcentiméterre, majd azt követően 1990-ben 660 köbcentiméterre növelték a motorokat. A külső méretek szintén növekedtek: 3,0 m × 1,3 m (118 in × 51 in) re 3,4 m × 1,475 m (134 in × 58 in). Az exportált verziók gyakran rendelkeztek valamivel nagyobb lökhárítókkal és szélesebb testtel.

### Első generáció (L35/L36)
Az első jármű, amely magán viselhette a Hijet nevet a Daihatsutól egy 1960-as kei teherautó volt. Az első generációs Hijet a már jól megszokott első motoros, hátsókerék-meghajtású formát alkalmazta, hasonlóan a kisteherautók stílusához. Ekkor vezetői ülés még a motor mögött volt megtalálható. A bemutatáskor a külső méretek és a motor hengerűrtartalma megfeleltek a Japánban lévő kei osztályozásnak, ám ez egyben a tehervivő képesség lecsökkenését is jelentette.
A Hijetnek, egy keményebb funkciókat is betöltő modellje, a New-Line (L50P/L50V) 1963 januárjában jelent meg. Mintegy fél méterrel volt hosszabb és a nagyobb motornak (800 cc) köszönhetően akár 500 kg-ot is el tudott szállítani. Ugyanakkor ez a váltás az akkori kei autók alapvető jellemzőivel való szakítást is magába foglalta. Eladások terén még így kis számokat generált ez a modell egészen addig, amíg le nem cserélték 1966 februárjában.

### Második generáció (S35/S36)
A Daihatsunál egyszerre szerették volna maximalizálni a szállítási teret, de ugyanakkor meg kívánták őrizni a kei osztályba való besorolást is, ezért 1964-ben egy új megoldással rukkoltak elő: a vezetői fülkét a motor fölé helyezték, ezzel megadva a vásárlóknak a választási lehetőséget, hogy maradnak a régebbi, első generációs stílusnál vagy áttérnek az újra. A korábbi L50-es New Line éra leváltójaként is reklámozták a Daihatsu „New Line Cabet”, ennek a generációnak a zászlóshajóját. Ami pedig az elődöt illeti, a motorját felhasználták a Daihatsu Compagnoban. A New Line Cabet 1966 februárjától 1968 márciusáig gyártották.
Az új stílus megjelenése egyébként az 1950-es Volkswagen Type 2-vel vette kezdetét, amit aztán az 1961-es Ford Econoline, Chevrolet Greenbrier és Dodge A100 folytatott.

### Harmadik generáció (S37)
Ezek a modellek az előző generációhoz képest apróbb fejlesztésekben részesült. Többek között megfordították az ajtók nyílásának irányát, ezzel átállva a hagyományos nyílásirányra. A külalak jobban hasonlított egy dobozra, amely együtt járt egy élesebb megjelenéssel. Ez az évjárat továbbá átállt a teljes mértékben elektromos ellátású teherautókra, vagyis a működéshez szükséges energiát többé már akkumulátor biztosította. 

### Negyedik generáció (S38/S40)
1971 szeptemberében újfajta fémlemezekkel jelent meg a Hijet negyedik generációja, amelyek eleinte csak teherautókon voltak elérhetők. Megmaradt a ZM 360 cc kétütemű, kéthengeres motor, azonban a hátsó felfüggesztés visszatért az eleven lemezrugós gépegységek alkalmazásához. A piacon csak „Slide Van” néven futott az az új furgon, amelyet 1972-ben mutattak be. A kifejezés önmagáért beszélt, hiszen az ajtók a jármű mindkét oldalán elcsúsztathatóak voltak, sőt a gyártónak felnyitható hátsóajtókat is sikerült beszerelnie a felülre rögzített csuklópántnak köszönhetően. Mivel a kei autók az átlagnál kisebb rendszámtáblákkal voltak felszerelve, így hozzájuk kellett igazítani mindent 1974 szeptemberében. Ez leginkább az első bilincsek és a hátsó lökhárítóra jutó fények szabályozásában nyilvánult meg.).
A friss, kei autókat érintő szabályozásokat követően 1976 októberében megjelent az új Hijet 550, amely a legújabb négyütemű 550 cc AB20-as motorral volt felszerelve. A nagyobb lökhárítók egyben azt jelentették, hogy innentől kezdve minden Hijet egy csöppet hosszabb volt, mint ahogy egyidejűleg a 360 is megkapta ugyanezeket a külsőségi változtatásokat, beleértve az új első bilincseket is. Az új motorra válaszolva pedig az 550-es új „S40-el” ellátott alvázszámot is kapott. Külföldre való szállításokkor Daihatsu 550 Cab és Cab-Van néven árulták a járműveket. Az új motor 30 PS (22 kW)-vel rendelkezett 5500 percenkénti fordulatszámon míg 4,2 kg⋅m (41 N⋅m; 30 lb⋅ft)-re volt képes négyezres fordulatszám esetében. Az 550-esek ennek köszönhetően előnyre tettek szert a 360 Vanhez képes szállítási teljesítőképesség tekintetében.
Kevesebb, mint egy évvel az 550-es bemutatása után megjelent a Hijet Wide 55 (S60), amely szélesebb és hosszabb volt, viszont az eredeti Hijet 550-es gyártása továbbra is folytatódott olyannyira is, hogy egy kisebb ráncfelvarráson esett át 1979 áprilisában: a továbbiakban feketére festett rácsozattal készültek a járművek. 1981 áprilisában a négyütemű S40-es Hijet 550-t gyártását megszüntették, viszont a háromütemű S38 még továbbra is elérhető volt egészen 1981 augusztusáig, mint olcsóbb megoldás. (Ekkor már a Hijet hatodik generációját is árulták.)  A későbbi ZM típusú motorok 24 PS (18 kW)-sek voltak. A kétütemű megoldás meglehetősen népszerű volt számos délkelet-ázsiai piacon, mivel a forgalomba való hozatalról szóló szabályozások lazábbak voltak és az olcsóbb árak is erősebb ösztönző hatással voltak az emberekre.

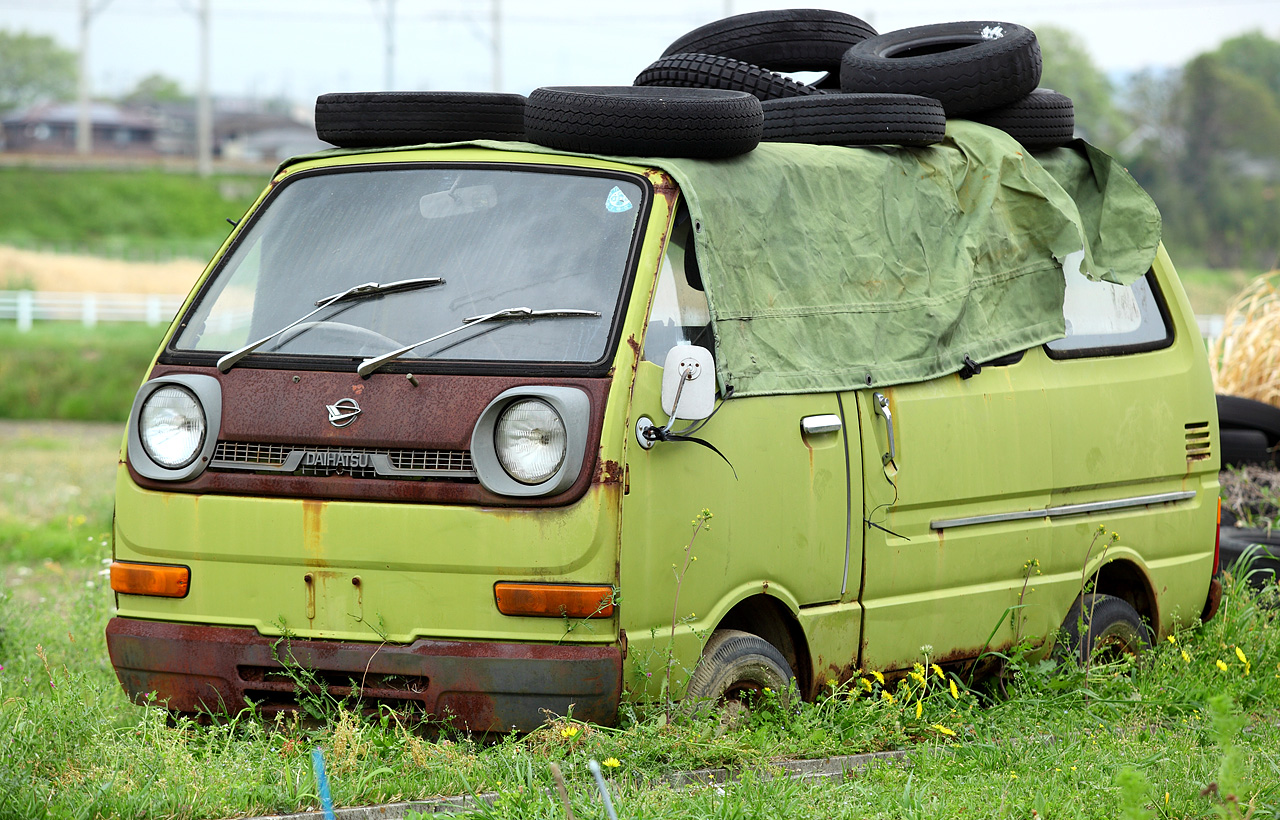
Daihatsu Hijet 360 furgon (S38)

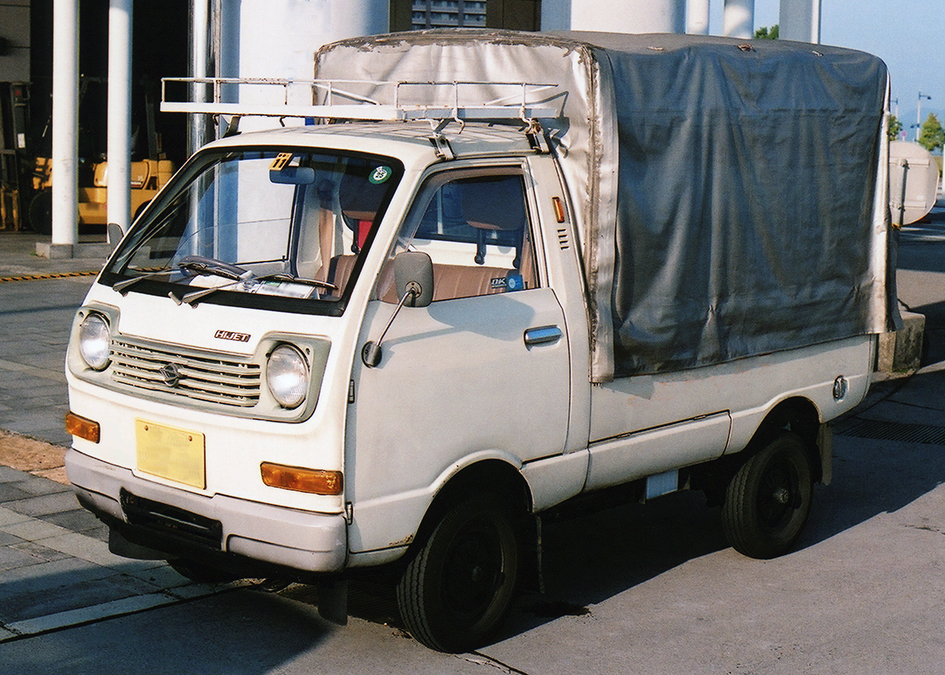
Daihatsu Hijet 360 kamion (S38)

### Ötödik generáció (S60)
1977 áprilisában kezdődött meg az ötödik generációs teherautók gyártása. Hijet Wide 55 névre keresztelték az autókat és annak érdekében, hogy felhívják a nagy közönség figyelmét a szélesebb testre és a nagyobb 550 cc motorra, ez volt az első Hijet modell, amelyet külföldre is exportáltak nagy számban. Az 547 cc AB20-as egy négyütemű, kéthengeres, vízhűtésű egység volt, amely rendelkezett egy vezérműtengelyes felülvezérelt motorral és kiegyenlítő tengellyel. A teljesítménye 28 PS (21 kW) 5500 percenkénti fordulatszámnál, míg a maximális forgatónyomaték 4,0 kg⋅m (39 N⋅m; 29 lb⋅ft) háromezer-ötszázas fordulatszámnál egy perc alatt. Az exportálásra készített típusoknak a kibocsátási követelmények kevésbé voltak szigorúak, így ezek 30 PS (22 kW)-t tudtak nyújtani ugyanazon motorfordulatszámon és négyezres fordulatszámon pedig 4,2 kg⋅m (41 N⋅m; 30 lb⋅ft)-t. Az egyetlen erőátviteli berendezést egy 4 sebességes, padlólemezre szerelt, kézi sebváltó jelentette. A külföldre szánt típusok végsebesség tekintetében a 105 km/h (65 mph) volt a csúcs.
A motort pontosan a mellső tengely mögé helyezték, azaz középmotoros megoldást alkalmaztak a tervezők. Ez pusztán azzal érték el, hogy megemelték az első üléseket. Az alvázszámként az „S60” volt felírva, amit a P, a T és a V betűk követtek. A P a „pickup” kifejezésre utalt egy nyílt csappantyúval. A T takarta a háromirányú lehajtható oldalfalakkal (three-way dropside) rendelkező nyitott platós kistehergépkocsikat. Végül a V jelentette a furgont (van).
1977 júniusában, vagyis 3 hónappal a pickupok bemutatás után forgalomba hoztak olyan típusokat is, amiket ablakokkal szereltek fel és egyben csúsztatható ajtajuk is volt. Valamint jelentek még meg úgy nevezett „panel furgonok” is. Ezeket egy hétköznapi furgonnal szemben annyiban tértek el, hogy a jármű hátulsó része dobozszerűnek nézett ki. Az ilyen modelleket viszont már nem exportálták. A külföldre szánt gyártmányok esetében hátsóülés és (hátsó) ablak nélküli megoldást részesítették leginkább előnyben. 1978 szeptemberében némi kozmetikázáson esett át a formatervezés. Ezen változások a lökhárítók és lámpákat körülvevő rész színének megváltoztatására korlátozódtak, valamint a fémrácsot is megváltoztatták, hogy egy nagyobb „D” emblémát is elhelyezhessenek. Minden típus elérhető volt Standard illetve Super DeLuxe állapotban is, de 1979 márciusában egy viszonylag fényűző „Custom EX” verzió is elérhetővé vált.
1979 szeptemberében a Hijet Wide 55 még több külső ápoláson esett keresztül. A legnyilvánvalóbb változás ezúttal az új első bilincsekben volt keresendő, az immár egy darabból álló ráccsal karöltve. A belteret újraformálták, valamint a korábbiaknál kényelmesebb üléseket raktak bele, amiknek már állítható volt a háttámlájuk. A kétmilliomodik Hijet egy S60-as volt, melyet 1980-ban szereltek össze. A gyártás pedig nem is fejeződött be egészen 1981-ig, amíg el nem jött a Hijet hatodik generációja.

### Hatodik generáció (S65, S70)
1981 márciusában megjelent a vadonatúj Hijet S65-ös egy picikét hosszabb tengelytávval, de még ugyanazzal az AB20-as motorral. Új választási lehetőségként szolgált a laposabb padló és a magasított tető a furgonok életében. A teljesítmény ezúttal 28 PS (21 kW) volt 5500 percenkénti fordulatszámnál, míg a maximális forgatónyomaték 41 N⋅m (4,2 kg⋅m; 30 lb⋅ft) volt háromezer-ötszázas fordulatszámnál. A gépjárművek működéséért felelős részek eredetileg ugyanazok maradtak, mint korábban, viszont 1982 márciusában az S66 egy új megoldással, a négykerék-meghajtással jött ki a futószalagról. (1983-tól tetszőlegesen választható volt a szabadonfutó, első kerékagyakkal ellátott és első kerekeknél elhelyezett tárcsafékes megoldás is.) 1982-től a külföldre szánt verziókat a három hengeres 843 cc motorral (CD20) látták el, amiket innentől kezdve Daihatsu 850 Cab néven emlegettek. 1983-ban az egy literes típusok is elérhetőek voltak. Nem katalizált állapotok között, ahogy azt eladták az export piacon, ez a modell képes volt 47 PS (35 kW)-nyi teljesítményt kisajtolni magából ötezer-hatszázas percenkénti fordulatszámnál. (JIS – „Just-in-Sequence”)
Továbbá készült az S65-ösből egy S70-es széria is. Az Indonéziában épített Hijetek (a P.T. Astra International által) hosszabb testtel, de ugyanazzal a tengelytávval rendelkeztek. Ezek a modellek továbbá számos, helyben fejlesztett karosszériával is elérhetőek voltak. Az indonéziai kormány olyan rendeletet hozott, amely szerint 1985-re az országban a legkisebb, autókba szerelhető motornak egy literesnek kell lennie. Ennek következtében a Hijeteket is ilyen egy literes erőforrásokkal szerelték fel. Az autó hátulsó részét helyben készítették, valamint a festőanyagokat is gyárilag Indonéziában állították elő. Ezáltal lehetett csökkenteni a licencdíjakat és az importálást. Így ez a Hijet vált az egyik legsikeresebb modellé a piac leggyorsabban növő szektorában. 1983-ban a helyben gyártott járművek közül minden nyolcadik egy ilyen Hijet volt.

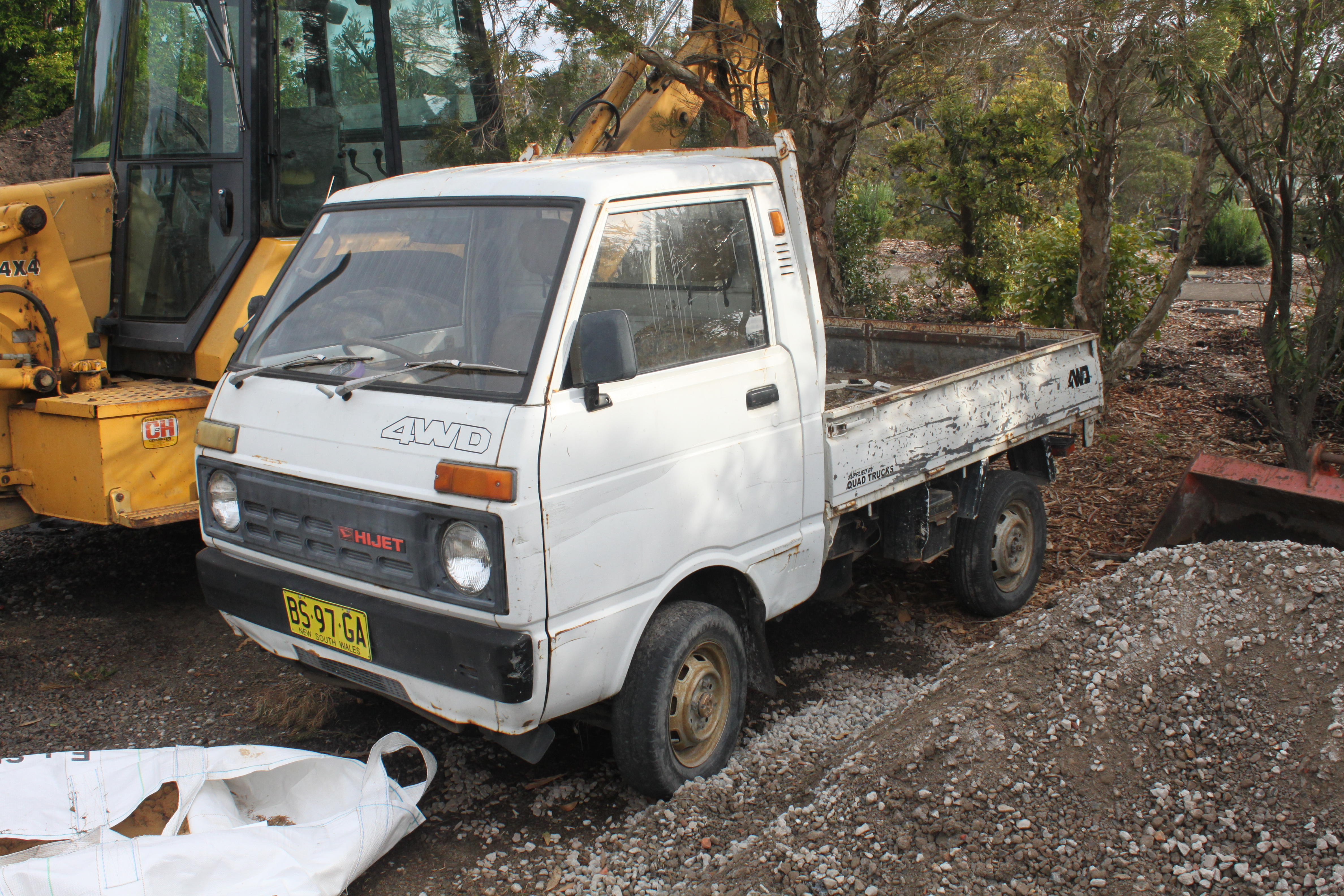
1985–1986 Daihatsu Hijet (S76) 600 4WD (Australia)

Szintén 1983-ban jelent meg a Hijet Jumbo, amely egy magasított tetejű, bővített fülkével rendelkező pickup volt. Mindez azt jelentette, hogy több férőhelye volt az üléseknek, ezáltal azok még kényelmesebbé váltak. Számottevően több utazó és lehajtható üléstámlával is kibővült a belső tér. Az eredményező hátsó rekesz kisebb csomagoló teret, egy összehajtható ülést és felül poggyásztartót kínált. A Jumboból elérhető volt kétkerekű, ötsebességes megoldás is, hasonlóan az Atrai szállító furgonok néhány típusához. Mindezek mellett létrehoztak egy Hijet Climber szériát is (kettő vagy négykerék-meghajtású opciók álltak fenn). Ezen széria termékeit nagyobb terepjáró kerekekkel és önzáró differenciálművel szerelték fel.
Az S65-öt 1981 szeptemberétől kezdve Hijet Atrai néven is árulták. Ez a típus kimondottan arra szakosodott, hogy utasokat szállíthasson és 1983 októberétől Japánban  egy különálló életet élt, elválasztva a többi Hijettől. Külön a mozgássérültek számára lett kialakítva a Hijet S65V, lévén transzport kerekesszékek elhelyezésére is alakítottak ki benne helyet. A legmeglepőbb hírek között szerepelt valószínűleg, amikor 1984 februárjában egy turbófeltöltővel ellátott, akár négykerék-meghajtású megoldással rendelkező típus is elérhetővé vált.
A FAW Tianjin egyik leányvállalata 1984-ben kezdte meg az S65-ös Hijetek gyártását eredetileg Tianjin TJ110 névre átkeresztelve, ám később azt lecserélték a Huali Dafa fantázianévre. A FAW Tianjin egyik leányvállalata 1984-ben kezdte meg az S65-ös Hijetek gyártását eredetileg Tianjin TJ110 névre átkeresztelve, ám később azt lecserélték a Huali Dafa fantázianévre. A kis kínai teherautók csak és kizáróan kétkerék-meghajtással, a háromhengeres 843 cc CD motorral voltak elérhetők, amely 41 PS (30 kW)-re volt képes ötezer-ötszázas percenkénti fordulatszámnál. A megemelt tetős opció még szintén kapható volt Kínában. Végül a gyártási folyamatok 2002-ben álltak le.

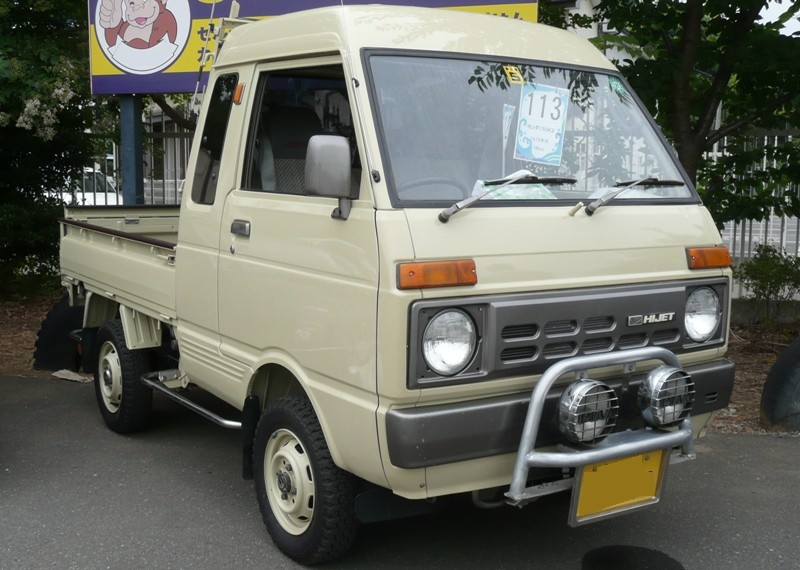
Daihatsu Hijet Jumbo

## Hetedik generáció (S80, S82)

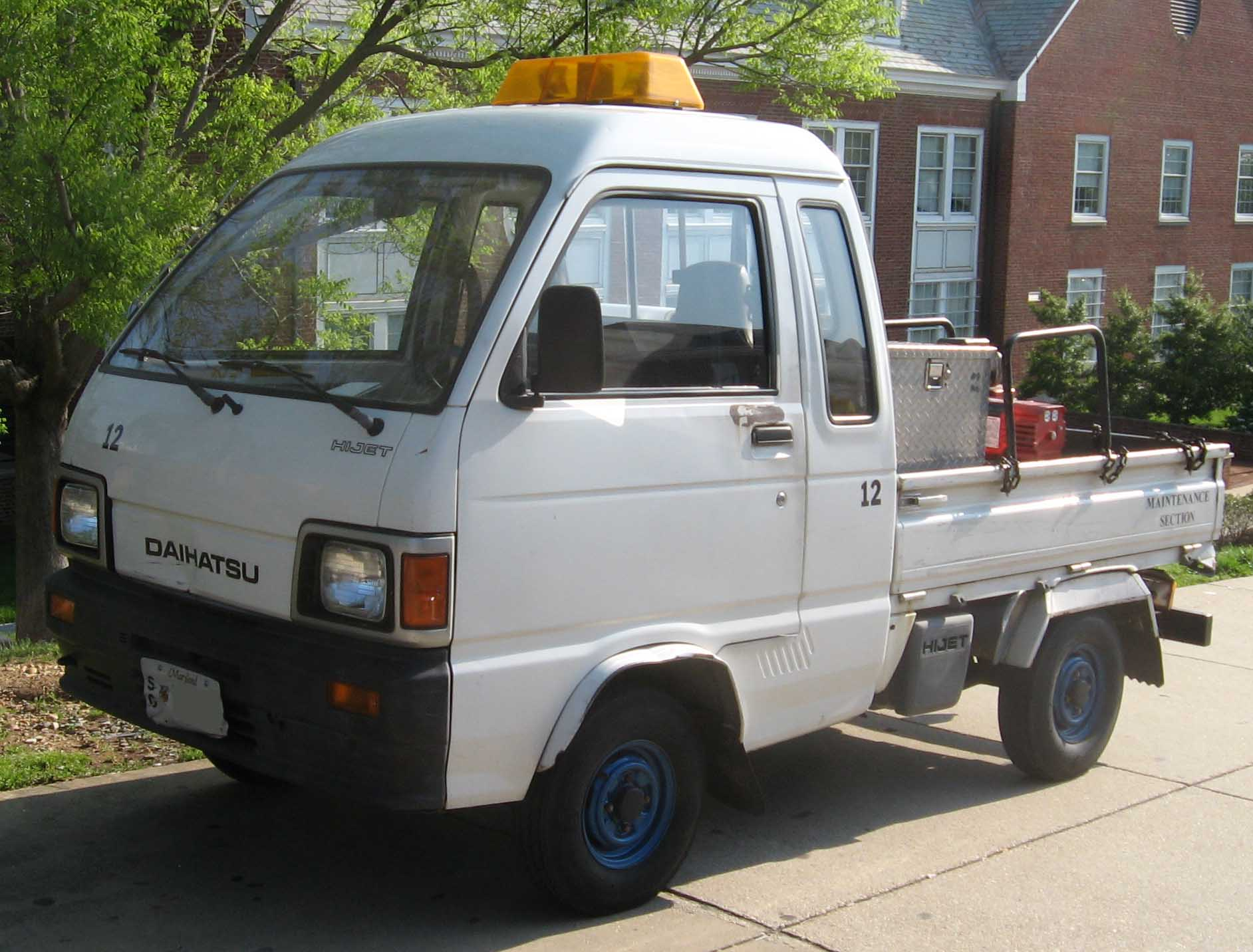
Hetedig generációs Daihatsu Hijet Jumbo (S80)

A Hijet hetedik generációja (S80) fokozatosan fejlődött ki a korábbi elődökből, mígnem 1986 májusában be nem mutatták. A legnagyobb változást ezúttal az jelentette, hogy a régi motort leváltották egy modernebbre, amely már három hengeres volt (EB széria), noha még ez a fajta elmozdulás is megmaradt az 550 cc alatt. Hasonlóan a többihez ezt is Dél-Koreában, az Asia Motors gyártotta 1992-től, mint a „Városlakó”. Abból kifolyólag, hogy a Kia átvette az irányítást, ez a verzió később a Kia Towner nevet kapta meg. A megállapodások alapján ezeket a furgonokat viszont csak bizonyos piacokra szállították, mint például Málta vagy Chile. Minden 1992-ben kezdődött: az Innocenti cég szintén elkezdte gyártani ezeket a járműveket, csak ő az európai piacot célozta meg. A terméküket pedig „Porter” névre keresztelték. Leginkább azért tették mindezt, hogy megkerüljék a Japánban lévő, importálással kapcsolatos korlátozásokat. Ezért olyan országokat céloztak meg, mint Olaszország. Így ez a típus képes volt arra, hogy jóval túlélje az eredeti Hijet szériát és még gyártsák mind a mai napig. A Hijettel ellentétben a Porternek már volt elérhető dízeles változata is.
A Hijet továbbra is kapható volt a japán piacon „Jumbo Cab” összeállításban. Megjelent egy úgy nevezett „Deck Van”, amelyet négyajtós furgonként kell elképzelni. Ugyanezt a modellt árulták még Daihatsu Atrai Deck néven is. Az különböző piacokra szánt export járművek megkapták a Daihatsu ismert háromhengeres 993 cc motorját, míg az otthoni verzióknak be kellett érniük az 550 cc-vel köszönhetően a kei autókat érintő szigorú törvényeknek. A korai 1990-es években azonban módosítottak a szabályozáson és a Hijet ennek megfelelően fejlődhetett. Mindennel együtt (3,9 in)-t nyertek a jármű teljes hosszát nézve és a 110 cc-t áthelyezhették. Ez pedig elegendő volt ahhoz, hogy S82-re változzon meg az alvázszám. A következő generáció 1994-es beköszöntéig ezeket a modelleket is folyamatosan gyártották.
1987 májusában feltöltős motorral rendelkező típust bocsátott útjára a Hijet, amely 44 PS (32 kW)-vel bírt. A nagyobb 660 cc motor 1990.-es márciusi bemutatásáig meg is maradtak ennél a lehetőségnél. A turbófeltöltőnek a nagyobb forgatónyomatéka, alacsony motorfordulatszám mellett tette lehetővé ezt a természetesnek tűnő alkalmazást a teherautók esetében, mint amilyen a Hijet például. Ellenben az Atrai személyi autós megoldása egy erősebb turbómotorral volt elérhető már a kezdetektől fogva. 1992 szeptemberében a Hijet is és az Atrai is kapott egy könnyed kozmetikázást, beleértve a külső és belső tér módosítását, valamint több új motor használatát. A furgon és a pickup verzió egyaránt megkapta az új benzin befecskendezős, négyszelepes megoldást párhuzamosan a padlózat és a tetőzet megerősítésével.
Az 1986-os évektől kezdve ennek a generációnak egy felnagyított verzióját készítették el Indonéziában „Daihatsu Zebra” néven. 1989-ben ez a modell egy 1,3 literes 16 szelepes HC motort kapott ahelyett, hogy a korábbi egy literes gépegységet használták volna fel újra. Az eladások pedig évről évre megduplázódtak. Az 1298cc egység összepárosították egy négysebességes kézi sebességváltóval ellátott rendszerrel és így már 72 PS (53 kW)-t) tudott felmutatni a jármű.

### Nyolcadik generáció (S100, S110, S120, S130)

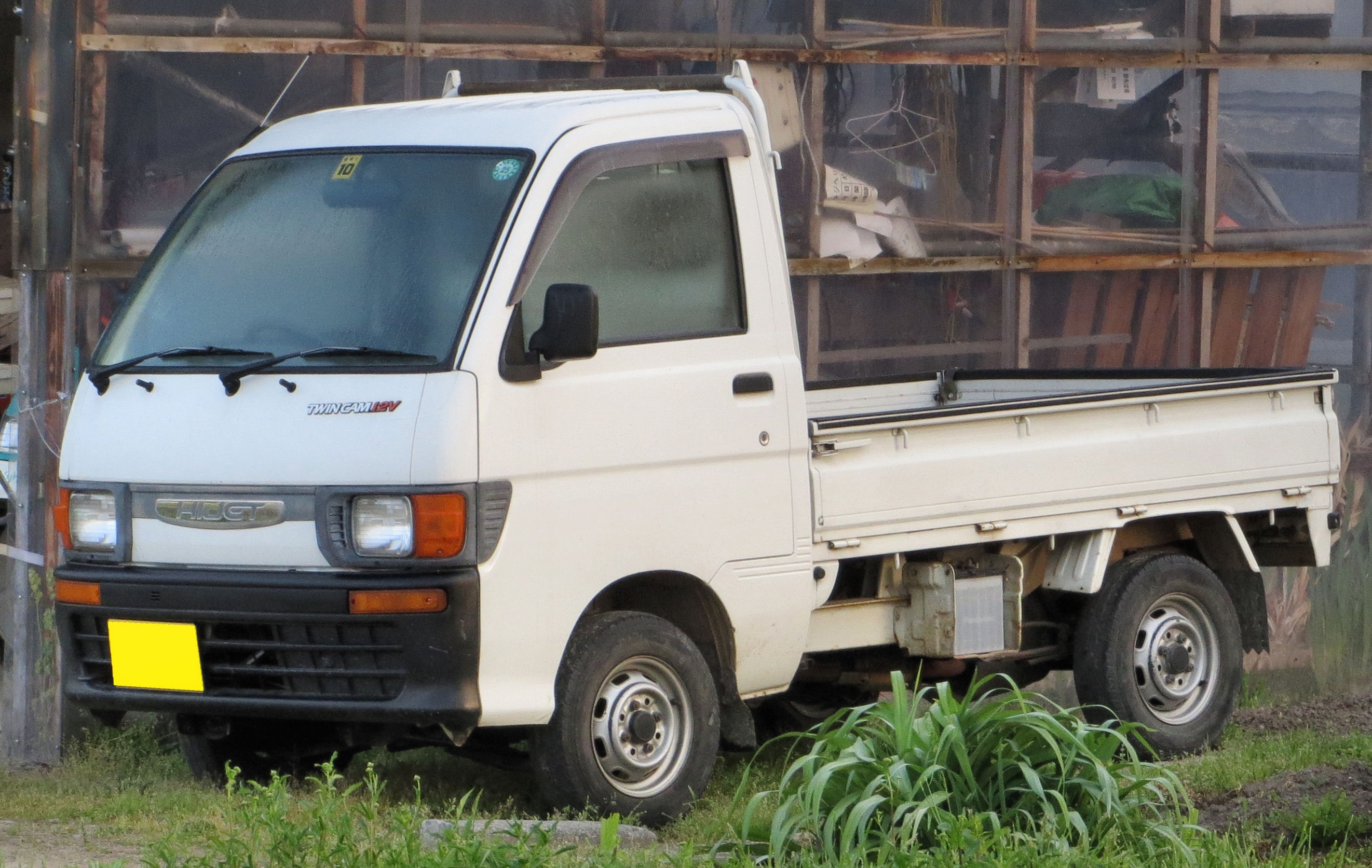
Daihatsu Hijet Truck 4WD (S110P, Japan)

A Hijet nyolcadik generációja 1994 januárjában lépett be a piacra, miután a harmincadik Tokyo Motor Show keretei között 1993 októberében bemutatták és egészen 1999-ig folytatták a gyártását, amíg el nem jött a kilencedik generáció hajnala, amely végül leváltotta. Az „S100-as” kifejezést kétkerék-meghajtású, míg az „S110-est” a négykerék-meghajtású járművekre használták. Az utascentrikus Atrai típus alvázszámként az „S120-at” és az „S130-at” kapta meg. Májusban elérhetővé vált a „Hijet EV”, amely egy teljes mértékben elektronikus rendszerrel működő furgon alternatíva volt. Természetesen a hetedik generációs EV járműveket leváltotta ez az új. Egy 44 PS (32 kW)-re (EF-ES) képes, üzemanyag befecskendezős, 6 szelepes SOHC motorral áldották meg az alapvetően az automata váltós és a lehetőleg öt sebességgel rendelkező autókat. Utóbbiakat ellenkező esetben porlasztóval szerelték fel, amellyel kettővel kevesebb lóerőt hozhattak ki a motorból. 1996 januárjától az automatával rendelkezők egy kettős vezérműtengelyes, tizenkét szelepes, porlasztóval ellátott verziójú EF motort (EF-GS) kaptak, amely rendelkezett ugyanazzal a teljesítménnyel.
1995-ben megjelentek a Hijet EV teherautók, mint a furgonok kiegészítői. Ezt követően a Hijet 1997 októberében újra felbukkant, immár egy fiatalosabb kinézettel, ez volt a Hijet IS. Az elülső karosszériaelem besötétítése és a különböző burkolótáblák egy sportosabb megjelenést kölcsönöztek a járműnek. Az „I” az „Idol (Bálvány)”, míg az „S” betű a „Stylish (Divatos)” fogalmak rövidítését szolgálta.

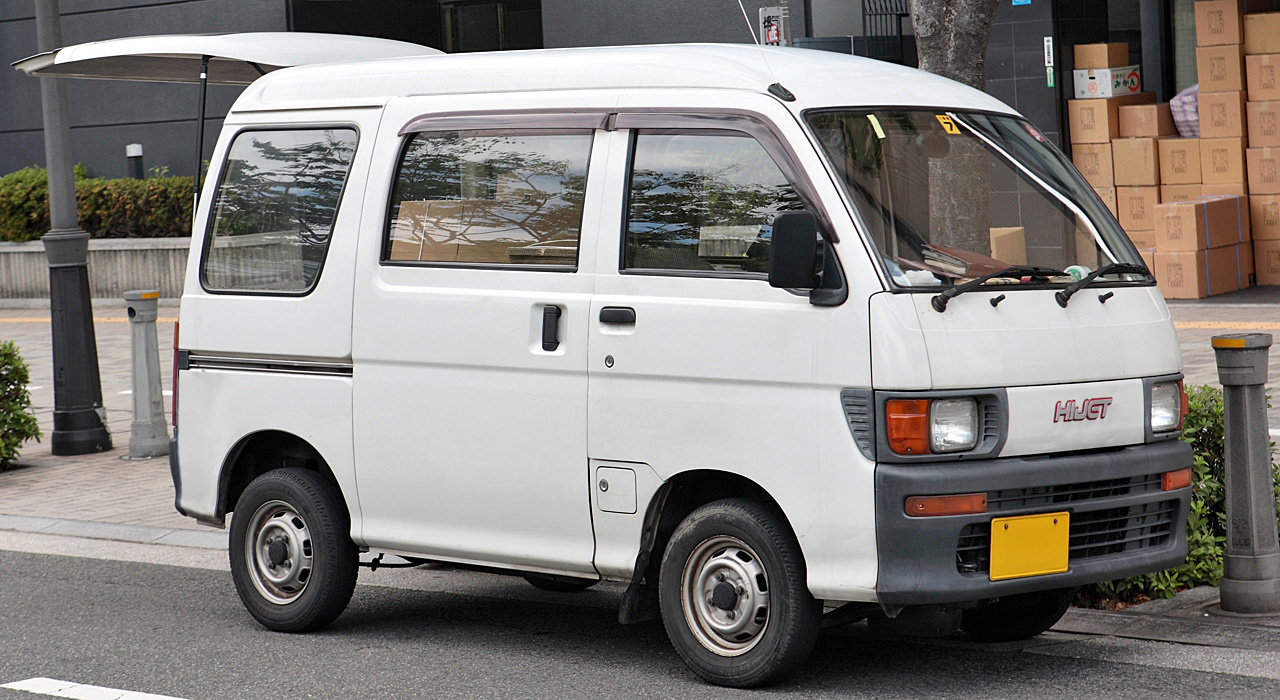
A nyolcadik generációs Hijet Cargo

Az új Atrai modellek még az elődeiknél is jobban az utasok kényelmére összpontosítottak. Emiatt a Hijet korábbi laprugókkal ellátott hajtott futóműtengely helyett inkább áttértek a hármas összeköttetésű, független hátsófutómű-felfüggesztésre. Pontosan emiatt lett az Atrainak saját alvázszáma az „S120/130” kifejezés személyében. Ezeket a személyszállító furgonok egy erősebb turbófeltöltős motorral voltak kaphatóak, mint például a SOHC hat szelepes EF-TS és a kettős vezérműtengelyű, tizenkét szelepes EF-RS (utóbbi 1997 januárjától). Mind a két motorról elmondható általánosságban, hogy 64 PS (47 kW)-s limit alatt maradtak, amit a japán kei autókra szóló törvény írt elő. Bár az mindenki számára nyilvánvaló volt, hogy a 13,6%-kal több forgatónyomatéknak köszönhetően az EF-RS jelentősebb erővel bírt, mint ahogy azt bevallották. A Turbo SR (későbbiekben RT) modellek esetében szabvány lett a blokkolásgátló fékberendezéssel való felszereltség. 1997 októberében pedig megszületett az Atrai Classic, amely bőrrel borított belteret és az eszközök fejlődésének következtében, kulccsal távolról nyitható rendszert kapott.

### Kilencedik generáció (S200, S210)

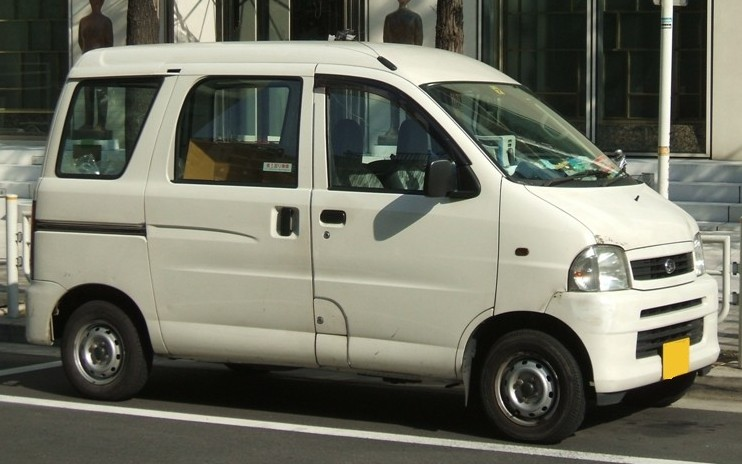
A kilencedik generációs Hijet Cargo

Amikor a Hijet bemutatta a kilencedik generációját 1999-ben a teherautók és a furgonok (cargo) ága szerteágazódott. Innentől számítva a furgonokban a motort elöl helyezték el (ez a semicab), míg a középre helyezett megoldást meghagyták a teherautók számára. Azóta már a tizedik generációja is megjelent a Hijet Cargonak, mégis a kilencedik generációs teherautókat a mai napig gyártják. Egy hasonló széttartás volt megfigyelhető a Suzuki Carry felhozatalában lévén, hogy az utasszállító autókkal kapcsolatban egy új törvényt rendeltek el, amely a balesetek megelőzésének érdekét szolgálta.
Daihatsu Atrai 7 néven árultak egy 1,3 literes, hét üléssel rendelkező típust is, amely egyben nagyobb lökhárítóval is rendelkezett és nem minősült kei autónak. Egy OEM megegyezés alapján Toyota Sparky néven is forgalmazták.

### Tizedik generáció (S320, S330, S500, S510)

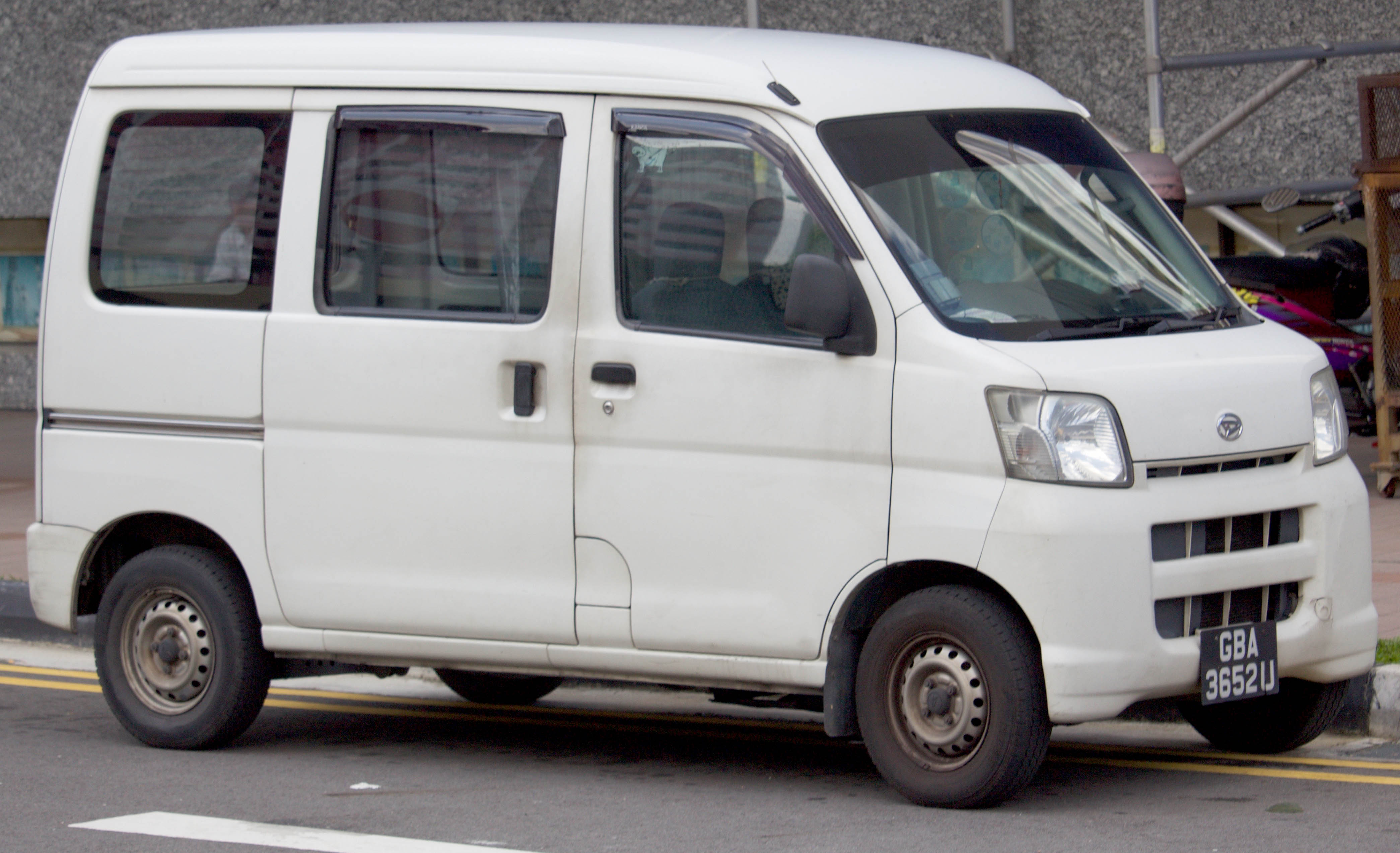
A tizedik generációs Daihatsu Hijet cargo furgon

A tizedik generációját a Hijetnek 2004 decemberében mutatták be. Ezen generáció tagjai kizáróan furgonként voltak elérhetők, míg a kilencedik tagjai megmaradtak a kamionformánál egészen 2014 szeptemberéig, amikor végre a tizedik generációs kamionok is kijöttek Japánban. A személyszállító Hijetek, amelyek továbbra is a Daihatsu Atrai nevet viselték, erőforrást tekintve a 660 cc Turbó motorral rendelkeztek, amely 64 PS (47 kW)-re volt képes.
2006-ra olyan olyan motorok voltak elérhetőek, mint például a DVVT, ami fel volt szerelve a 660cc EF-VE-vel (39 kW (53 PS), 7000 percenkénti fordulatszámnál és 63 N⋅m (46 lb⋅ft) forgatónyomaték négyezres fordulatszámnál) és a 660cc EF-SE-vel (33 kW (45 PS)] 5900 percenkénti fordulatszámnál és 57 N⋅m (42 lb⋅ft) forgatónyomaték háromezer-hatszázas fordulatszámnál). Az alapmodellt a középső motoros, hátsó kerékmeghajtású megoldást jelentette, de az összkerék-meghajtású kivitelezés is elérhető volt.
A tizedik generációs furgonokat, illetve mikrobuszokat, hasonlóan az előző generációhoz, a Toyota forgalomba hozta 2011 decemberétől Toyota Pixis névvel ellátva. Ami pedig a Hijetet illeti, megkapta az új KF 660 cc motort.
Indonéziában a tizedik generációs Hijetek Daihatsu Hi-Max néven futottak 2016. november 10-étől kezdve. 1000 cc 1KR-DE motorokkal látták el ezeket, hasonlóan a Daihatsu Ayla járművekhez. 5000 percenkénti fordulatszámnál 57 PS (42 kW)-re és 8,9 kg⋅m (87 N⋅m) forgatónyomatékra volt képes négyezres fordulatszámon.

## Változatok
Akadnak olyan Hijetek is, amelyeket Japánon kívül lehetett beszerezni 1 illetve 1,3 literes motorokkal. Ezeket viszont nem tekintjük kei autóknak, mivel szélesebbek és hosszabbak, mint amit a kei autók szabályzata megengedne. A Hijet Maxx vagy másik nevén Hijet Jumbo többek között arra is felhasználható volt némi alakítást követően, hogy bódékat szállítsanak vele. A Daihatsu Zebra (avagy Daihatsu Citivan vagy Daihatsu Devan vagy Daihatsu Zebra Espass) a Hijet Maxxnak a furgon verziója. A Zebra eredetileg 1 literes autónak készült, ám később 1,3-es és 1,6-es motorokkal is kaphatóvá vált. Utóbbit 2002 Januárjában egy 1,5 literes modell leváltotta. A Perodua Rusa gyakorlatilag egy új név alatt kiadott Zebra volt, amelyet a Daihatsu maláj partnere, a Perodua készített. A japán piacon nagyobb méretben is megtalálható volt a Hijet kilencedik generációja a Hijet Gran Cargo által, amelyet egyéb jobbkormányos országokba is exportáltak Extol néven.

### Piaggio Porter

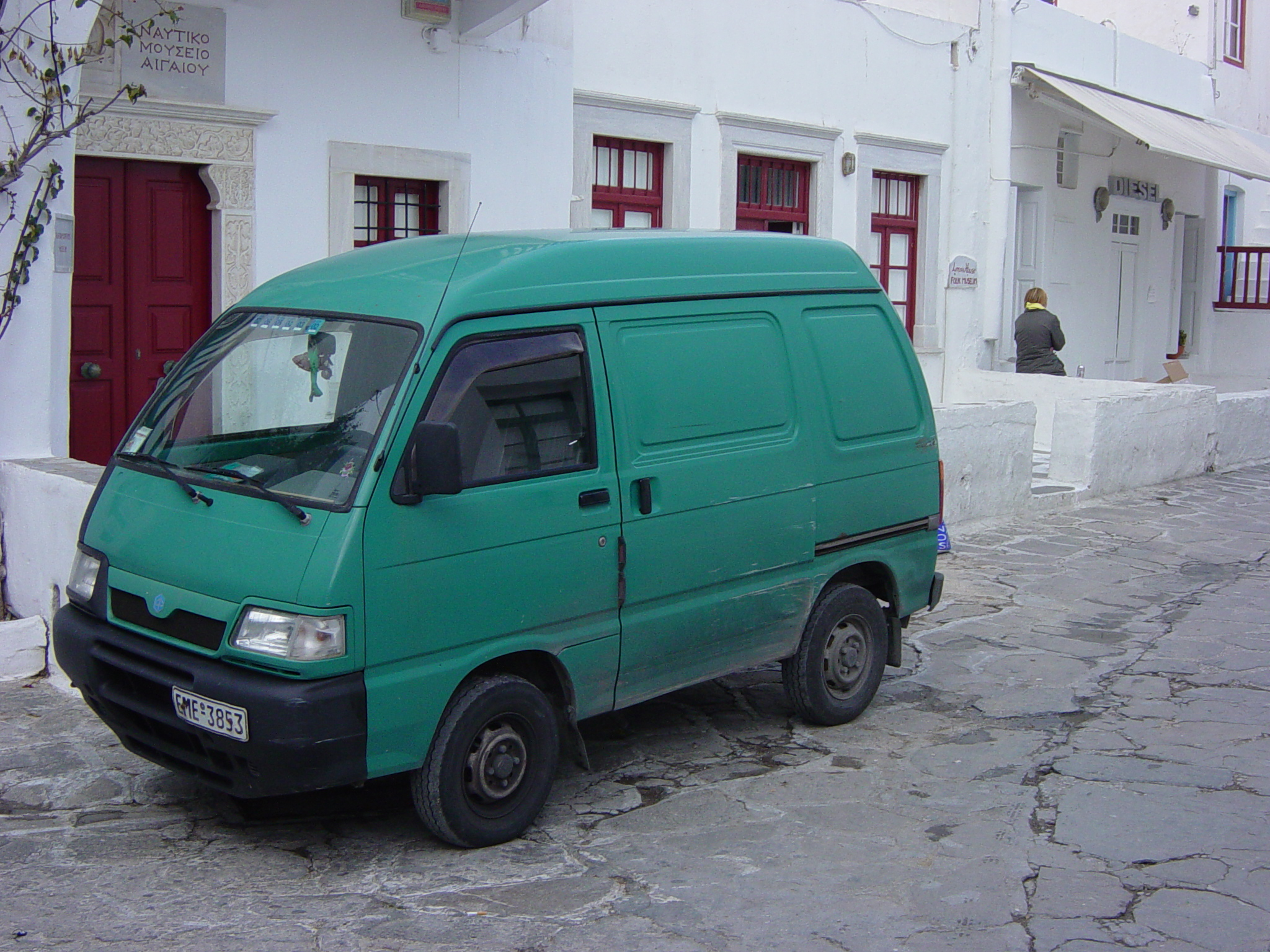
A hetedik generációs Hijeten alapuló Piaggio Porter

A Pieaggio Porter egy licencelt változat, amit Olaszországban gyártottak 1992-től (eredeti nevén Innocenti Porter). Kapható volt dízel, LPG, CNG és elektromos motorokkal. Eredetileg két fajta megoldás közül lehetett választani: az 1 literes benzines és az 1,2 literes dízeles között, viszont a legutóbbi autók már egy 1269 cc benzines/LPG vagy egy 1371 cc dízeles motorral vannak felszerelve. Mindkét esetben az 1,3-es 65 PS (48 kW)-ra képes, míg az 1.4-es dízel csupán 38 PS (28 kW)-ot tud. Az összes Porter változat a kikozmetikázott, hetedik generációs Hijeteket (S82) veszi alapul, aminek az elülső kerekei az ajtók alatt voltak megtalálhatóak és a motort középre szerelték.

### Daihatsu Gran Max
A tizedik generációs Hijetet alapként felhasználva a Daihatsu Indonesia útjára bocsátotta a Daihatsu Gran Maxot 2007 novemberében. Két erőforrással lehetett kapni, ami egy 1300 cc (K3-DE EFI) vagy egy 1500 cc (3SZ-VE VVT-i) motort jelent. Mind a két esetben a jármű szélesebb és hosszabb volt a kei szabályozásnak megfelelő Hijetnél. A korábbi Daihatsu Zebrát váltotta, mivel méreteiben hasonlóak voltak. A Gran Max mini furgon, illetve pickup verzióban volt kapható és 2008 februárjában exportálták is a Japánba. Ott pedig Toyota LiteAce (S402) és Toyota TownAce névvel árulták.
A Gran Max összetevőit nézve osztozkodik a Xenia/Toyota Avanza gyártmányával. Malajziában pedig a Perodua Rusát sikeresen leváltotta.

### Daihatsu Luxio
A Gran Max alapján készült Luxiot a Daihatsu 2009-ben leplezte le. Az eltérő karosszériával és belső térrel egy luxusabb Gran Max reményében jött létre a Luxio.

## Hybrid Hijet
2002-ben a Daihatsu leleplezte a Hijet Cargo Hybrid koncepcióját, amely egy elektromos, hibrid furgont jelentett, Japánon belül a 660 cc motorral felszerelve. A jármű alapjául a már létező, nem hibrid Hijet Cargo szolgált. Maga a Daihatsu csak egy enyhe hibridnek nevezi a hibrid dizájnt. Az itt használt hibrid forma (a Daihatsu által Mild Hybrid Systemnek vagy DMHS-nek nevezett, amely Toyotának a hibrid megoldásán alapszik) meglehetősen eltérő egyéb, már létező hibrid megoldásoktól, ahol a benzin és elektromosság egy egységet képez. Az elektromos motor a benzin alapú motor és a váltószerkezet között foglal helyet. Ha összevetjük az eredeti csak benzines modellel, akkor a hibrid megoldás 30%-kal több üzemanyagot tud megtakarítani.
A hibrid mini autók (név szerint: FEV és Atrai Hybrid-IV) 2002-ben mutatkoztak be. A gyártásukat 2004 októberében jelentették be, viszont a tényleges munkálatok nem kezdődtek meg, mivel a Daihatsu végül az újabb modellek hibrid verzióit kívánta létrehozni.

## Fordítás
Ez a szócikk részben vagy egészben  a   Daihatsu Hijet című angol Wikipédia-szócikk ezen változatának fordításán alapul.  Az eredeti cikk szerkesztőit annak laptörténete sorolja fel. Ez a jelzés csupán a megfogalmazás eredetét és a szerzői jogokat jelzi, nem szolgál a cikkben szereplő információk forrásmegjelöléseként.